# Arnold von Burgsdorf

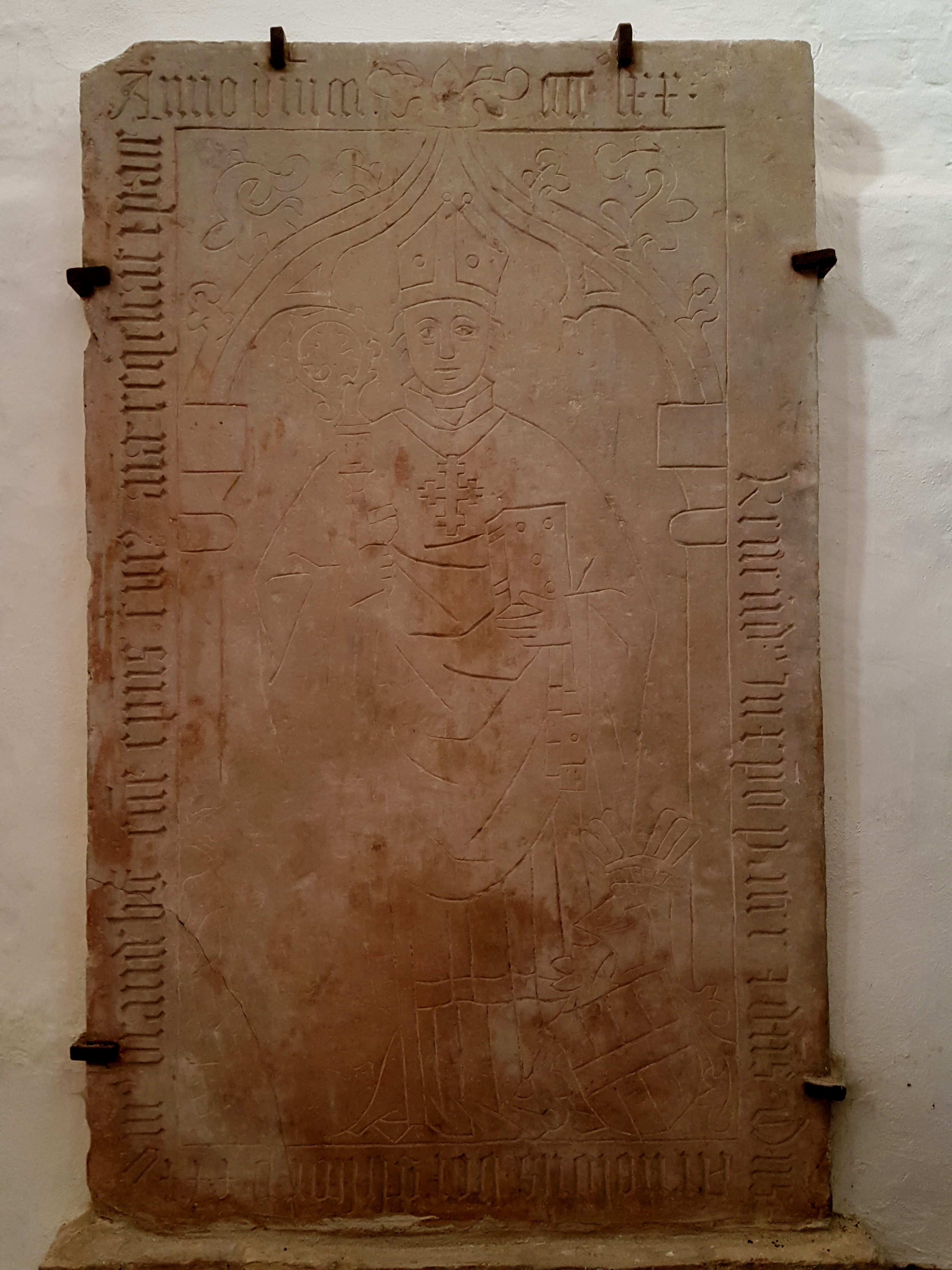
Grabplatte im Dom zu Brandenburg mit Darstellung des Bischofs Arnold

Arnold von Burgsdorf, auch Arnold von Burgsdorff (* vor 1471; † 17. Juni 1485) war als Arnold Bischof des Bistums Brandenburg und als dieser Fürstbischof des Hochstifts Brandenburg. Er regierte von 1472 bis zu seinem Tod.

## Leben und Wirken
Das Geburtsjahr Arnolds von Burgsdorf ist nicht genau bekannt. Er entstammte dem alten brandenburgischen Adelsgeschlecht Burgsdorff. Sein Vater hieß Siegmund, sein Bruder war Ludwig von Burgsdorf, der spätere Bischof des Bistums Lebus. 1471 wurde Arnold Propst.
Nachdem 1472 der Bischof Dietrich IV. (Dietrich von Stechow) verstorben war, wurde vom Brandenburger Domkapitel zunächst Arnold von Burgsdorf unter Verletzung des Nominatsrechts des brandenburgischen Kurfürsten Bischof von Brandenburg gewählt. Dieses landesherrliche Recht bestand seit 1447 unter Friedrich II. Nach dieser Verletzung seiner Rechte intervenierte der Kurfürst Albrecht Achilles und Arnold von Burgsdorf musste zunächst seinen Verzicht erklären. Nachdem daraufhin Kurfürst Albrecht Achilles seinerseits Arnold von Burgsdorf dem Domkapitel zur Wahl vorschlug, wurde er ein zweites Mal gewählt. Am 5. Oktober 1472 erfolgte die offizielle Bestätigung der Bischofswahl durch Papst Sixtus IV. Die Krönung des neuen Bischofs erfolgte am 13. Februar 1473 im Dom zu Brandenburg, der Kathedrale des Bistums.
1475 und 1483 veröffentlichte Bischof Arnold neue Statuten, 1477 bestätigte er die Gültigkeit solcher seiner Vorgänger. Als Bischof war er 1476 Gast der Hochzeit des Markgrafen Johann, des späteren Kurfürsten Johann Cicero, mit Margarete von Sachsen und bei den Einzugfeierlichkeiten des neuen Magdeburger Erzbischofs Ernst. In den folgenden Jahren wurden unter ihm mehrere Ausbauten und Erneuerungen an der Stadtkirche in Neustadt St. Katharinen vorgenommen. Am 21. Juli 1482 wurde Bischof Arnold aufgrund eines Beschlusses des Landtages in Cölln mit seiner Gefolgschaft in ein Lager nach Königsberg beordert.
Am 17. Juni 1485 verstarb Arnold von Burgsdorf. Er wurde im Dom zu Brandenburg beerdigt.